# Jaraguá (Goiás)
Jaraguá es un municipio brasilero del estado de Goiás situado en el Parque Ecológico de la Sierra de Jaraguá. Es un Municipio emancipado de Pirenópolis y se incluye en la Microrregión de Anápolis, en el Valle del São Patrício, conocido por su patrimonio cultural siendo una de las ciudades más antiguas del estado y por ser considerada el mayor polo de confección del Centro-Oeste.
Su población estimada en 2004 era de 35.901 habitantes, según datos del IBGE(2007) la población del municipio es de 38.825. Jaraguá es conocida por ser la capital de las prendas de vestir del estado de Goiás.

## Historia
El poblado asumió la denominación de Nossa Senhora da Penha de Jaraguá. Se transformó en Villa por medio del decreto número 8, del 1 de julio de 1833, desmembrándose del municipio de Media Puente actual Pirenópolis.
Fue elevada la categoría de ciudad por medio de la Ley Provincial de nº666, del 29 de julio de 1882, adoptando el nombre de Jaraguá. Actualmente es la sede de Comarca de tercera instancia. 
Con la construcción de la gran carretera Belém/Brasilia BR-153, el comercio en la localidad experimentó un desarrollo inaudito.
El principal río del municipio es el Río de las Almas, que baña toda la extensión de la sede, teniendo diversos afluentes; algunos de los más importantes son el Río del Pescado, el Pari y el Sucuri.
La elevación más importante es la Sierra del Jaraguá, donde se encuentran instaladas las torres repetidoras de televisión.

## Geografía
Dada la extensión del municipio, existen también diversos poblados, a saber: Alvelândia, Artulândia (en los márgenes de la carretera GO-080), Cruzeirinho, Mirilândia, Monte Castillo, Palestina, Santa Bárbara, Villa Aparecida (Chapeulândia) y San Geraldo.
Distritos emancipados
Las siguientes ciudades forman parte de la región de Jaraguá:
- Goianésia
- Jesúpolis
- Santa Isabel
- São Francisco

### Clima y Vegetación
Según la clasificación de Koeppen, es del tipo Tropical Húmedo,-AW, típicamente caliente y con el período de lluvias bien definido (Verano de septiembre a abril) y el invierno seco (mayo a septiembre). Posee una vegetación principalmente de Cerrado y vegetación tropical.

### Topografía
Plana: 55%
Ondulada: 35%
Montañosa: 10%
Altitud Media: 610 metros